# UPC France
UPC France SA, ou Noos SA entre 2006 et 2007, est un câblo-opérateur français actif de 1993 à 2007 dont le siège social se situe à Champs-sur-Marne. De 1993 à 2006, UPC France est une filiale de United Pan-Europe Communications (UPC), l'une des branches européennes du groupe américain Liberty Global.
En mars 2004, UGC, via sa filiale UPC France, reprend l'intégralité des parts du groupe Suez dans le câblo-opérateur français Lyonnaise Communications SA, opérant sous la marque Noos,.
En juin 2006, l'opérateur américain Liberty Global cède sa filiale UPC France à Altice et au fonds d'investissement britannique Cinven, via leur holding commune Ypso,.
En octobre 2006, la société UPC France SA est renommée en Noos SA afin de répondre aux obligations de la nouvelle entité, qui commercialise ses services sous la marque « Noos-Numericable ».
En 2007, Noos SA est renommée NC Numericable SA. « Numericable » devient la seule marque utilisée, effaçant l'historique de Noos. En 2022, l'entreprise, toujours domiciliée à Champs-sur-Marne, subsiste sous le nom « SFR Fibre SAS ».

## Historique

### 1995: création de Médiaréseaux par UPC et Patrick Drahi
En 1995, le câblo-opérateur français Médiaréseaux est créé à Champs-sur-Marne par l'entrepreneur français Patrick Drahi et raccorde la ville nouvelle de Marne-la-Vallée au câble, grâce aux investissements du câblo-opérateur américain United Pan-Europe Communications (UPC). Mediaréseaux est alors le premier câblo-opérateur de France à posséder ses propres réseaux.
En 1999, la famille Schneider, à la tête de UnitedGlobalCom (UGC) lève 1,2 milliard d'euros en introduisant en bourse ses activités européennes. Réunies dans la société UPC, elle est dirigée par Mark Schneider, fils du PDG de UGC Gene Schneider,. Cela permet à UPC de racheter plusieurs câblo-opérateurs en Europe et de domicilier son siège européen à Genève.
Entre 1999 et 2000, UPC embauche Patrick Drahi, qui achètera pour 330 millions d'euros de câblo-opérateurs français,: 
- Réseaux Câblés de France (RCF)
- Time Warner Cable France (réseaux de Limoges, de Montreuil et du Rhône)
- Rhône Vision Câble
- Videopole
- et InterComm France.

Avec le rachat d'InterComm, Mediaréseaux est valorisé 800 millions d'euros. Les 5% que possède Patrick Drahi dans la société valent alors 40 millions d'euros, qu'il revend ensuite.
En juin 1999, UPC France est le quatrième câblo-opérateur français derrière Lyonnaise Câble (Noos), France Télécom Câble et NC Numéricable (filiale de Canal+). En 2001, Patrick Drahi quitte UPC et fonde Altice.

### 2005: rachat à Suez du câblo-opérateur Noos
Le groupe Suez, maison-mère du câblo-opérateur Noos, se développe au niveau international en mars 2004 avec la signature d'un accord de vente avec le groupe UGC Europe (United Global Communication) qui commercialise les réseaux étrangers Chello et UPC (United Pan-Europe Communications), dont UPC France.
En avril 2005, le groupe Suez se désengage et cède 100 % de ses parts dans Lyonnaise Communications (Noos) à la maison-mère d'UPC, l'américain UnitedGlobalCom (UGC) qui fusionne en juin 2005 avec Liberty Media pour devenir Liberty Global.
À partir de 2006, l'opérateur Noos est attaqué pour délit de vente forcée, défaut de service clientèle, refus de procéder au désabonnement de clients et diverses soustractions frauduleuses. Ces événements sont engendrés par une série de dysfonctionnements commerciaux et techniques liés à la profonde réorganisation que connaît alors le secteur des télécommunications, marqué par le rapprochement entre les opérateurs.

### 2006: rachat par Altice
En juin 2006, le fonds d'investissement britannique Cinven et le groupe Altice de Patrick Drahi, à travers leur holding commune Ypso, acquièrent UPC France, quelques mois après l'acquisition de NC Numericable. Dès lors, une fusion des marques « Semnet », France Télécom Câble, TDF Câble et « NC Numericable » survient.
En octobre 2006, UPC-Noos et Numericable communiquent désormais avec la marque unifiée « Numericable Noos ».

### 2007: disparition de Noos
Le 12 juillet 2007, soit un an après la fusion des câblo-opérateurs Noos et Numericable, la marque Noos disparaît au profit de la seule dénomination « Numericable ». L'ensemble du réseau câblé français est alors sous une seule et même dénomination,.